# By Parcel Post (film 1914)
By Parcel Post è un cortometraggio muto del 1914 diretto da Charles H. France.

## Produzione
Il film fu prodotto dalla Edison Company.

## Distribuzione
Distribuito dalla General Film Company, il film - un cortometraggio in una bobina - uscì nelle sale cinematografiche degli Stati Uniti il 3 giugno 1914,